# Британская военная администрация (Борнео)
Британская Военная Администрация (англ. British Military Administration) — временный орган управления британского Борнео между окончанием Второй Мировой Войны и созданием Коронной колонии Саравака и Северное Борнео в 1946 году. Его полномочия длились с 12 сентября 1945 года по 15 июля 1946 года. Лабуан также был помещен под временное британское военное управление, штаб-квартира находится там же. Штаб в основном управлялся Австралийскими Имперскими силами (Australian Imperial Force).

## Администрация
Площадь, находившаяся под управлением этой администрации состоит сегодня из Лабуана, Сабаха, Саравака и Брунея.